# Kahau nosatý
Kahau nosatý (Nasalis larvatus), případně opice nosatá, je úzkonosý primát z čeledi kočkodanovití. Žije výhradně v jihovýchodní Asii na ostrově Borneo. Obývá nížinaté, deštné pralesy na březích řek, jezer a v blízkosti mořského pobřeží, obvykle do 350 m n. m.

## Taxonomie, nomenklatura
Kahau nosatý je druh opice a řadí se do čeledi kočkodanovitých (Cercopithecidae) a podčeledi hulmanovitých (Colobinae). Řada zoologů vnímá druh jako monotypický, zatímco jiní uznávají dva poddruhy, které se od sebe prakticky neliší:
- Nasalis larvatus larvatus (Wurmb, 1787)
- Nasalis larvatus orientalis (Chasen, 1940)

Latinské jméno Nasalis můžeme volně přeložit jako „nosáč", a decentně tak vyzdvihuje jeho neobvyklý čichový orgán. Odtud tedy i český název „nosatý" či „nosatá". Velmi podobně se k označení tohoto druhu staví i němčina („Nasenaffe“ – „nosatá opice“), portugalština („macaco-narigudo“), francouzština („Le Nasique“), nebo ruština („nosač“). V angličtině je pak pojmenován zcela nekompromisně, doslova jako „chobotnatá opice“ („proboscis monkey“).
České označení „kahau“ je převzaté z malajštiny a je odvozeno od hlučného volání, kterým se tyto opice ozývají.

## Fyzické vlastnosti
Kahau nosatý je denní vzrostlá opice žijící převážně na stromech, platí u něj značný pohlavní dimorfismus. Samec bývá veliký až 75 cm, samice obvykle do 60 cm, samec váží až 24 kg, kdežto samice obvykle do 12 kg, ocas samců měří okolo 66 cm, kdežto samic jen do 56 cm.
Hlavním rozlišovacím znakem je vzhled jejich nosů, samec má převislý nos ve tvaru okurky dlouhý více než 10 cm (přeneseme-li míry do poměru s člověkem, pyšnil by se průměrný dospělý muž nosem velkým až 30 cm). Na první pohled je jim na obtíž, visí jim přes ústa a při jídle si jej musí odstrkávat. Pravděpodobně však slouží k rezonanci a zesilujícímu volání, při kterém dochází k výraznému zpevnění jinak měkkého nosu. Japonská studie prokázala, že rozměr nosu do jisté míry ovlivňuje zájem samic, které si tak samec udrží ve svém harému. Platí tedy, že čím delší nos samec má, tím větší a fyzicky zdatnější je. Statnější jedinci se ozývají i hlubšími zvuky, pro samice atraktivnějšími, a do větších rozměrů jim taktéž rostou varlata. Samice má nos krátký a zašpičatělý, otočený nahoru. Kahau nosatý zaujme i svým technicky založeným ocasem, silným a téměř stejně dlouhým jako tělo, nezbytným ke korekci letů vzduchem a k udržování rovnováhy.
Srst má na hřbetě cihlově červenou, končetiny má modro-šedé, spodek těla a ocas krémový, obličej mívá zbarven do červena. Je nápadný svým vystouplým břichem, typickým pro vícero druhů z podčeledi hulmanovitých (Colobinae).

## Potravní nároky
Celý svůj život tráví v mangrovech, kde listy, pupeny, semena a nezralé plody určitých mangrovníků jsou jeho hlavní potravou, a jen výjimečně ji zpestří hmyzem, nebo jinými bezobratlými (housenky, larvy). Jsou to v podstatě vegetariánské opice a mají tomu i přizpůsobený žaludek, který dokáže strávit rostlinnou celulózu, a funguje obdobně, jako u přežvýkavců. V žaludku má specializované bakterie, které potravu fermentují a umožňují tak její trávení i takové, které ruší rostlinné jedy v potravě. Proto může kahau žrát výhonky a listy stromů, které jsou pro ostatní herbivory nepoživatelné.
Rozkladnou činností trávicích bakterií dochází k tvorbě plynu, který kahauovi před výstupem z těla nafoukává pružné břicho. Aby zmenšil množství vznikajících plynů pojídá většinou pouze vybrané nezralé nesladké plody a určité listy. Jeho strava je kaloricky nevydatná, spotřebuje ji veliké množství. Je to přísný potravní specialista, který nemůže žít v oblasti s jiným druhem potravy. Jeho potravní zaměření způsobilo, že kahau si s ostatními primáty nekonkuruje.

## Životní projevy

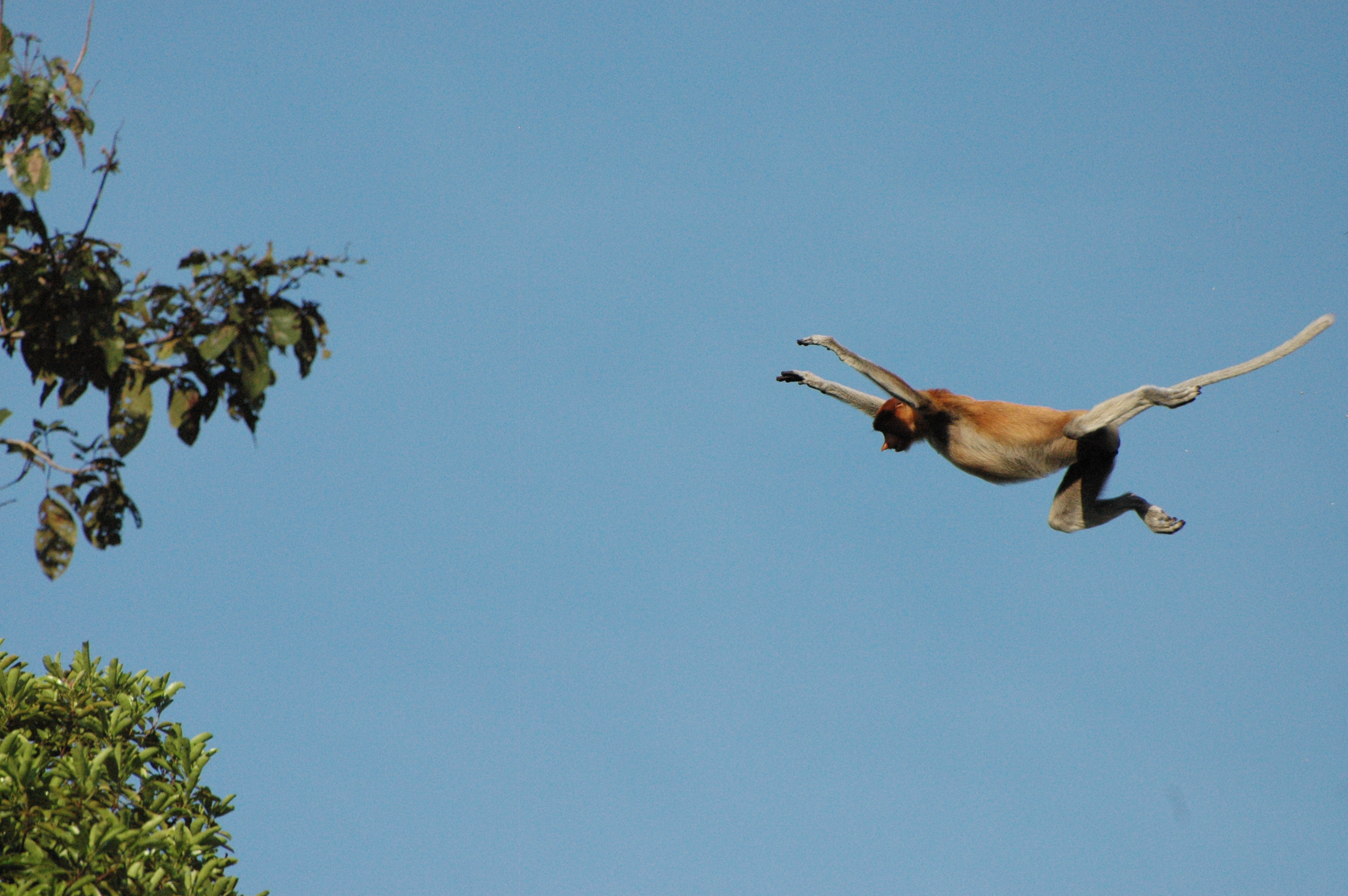
Kahau nosatý se (navzdory své váze) obratně pohybuje vysoko v korunách stromů a dokáže přeskočit z jednoho stromu na druhý z poměrně velké vzdálenosti

Kahauové nosatí žijí v tlupách, převážně na větvích v korunách stromů, a v klidu posedávat na zemi je uvidíme zřídka. Soustavně se pohybují za potravou, za den urazí i 600 metrů, ale málokdy se odváží jít dál. Jsou to hlavně samice, co vedou tlupu při hledání potravy, zatímco samci skupinu převážně jen střeží. Přeskakují bez ohledu na svou hmotnost z jednoho stromu na druhý s roztaženýma nohama a vlajícím ocasem na vzdálenosti i čtyř metrů. V případě potřeby jsou i na zemi poměrně zdatní, pohybují se rychlostí až 24 km/h. Vodní toky dokážou jednoduše přeplavat, prsty na zadních nohou mají částečně spojeny plovací blánou, nebo se potopit až do hloubky 20 metrů. Díky větší ploše chodidel se neboří ani do bahna. Ve vodě však na ně číhají krokodýli, proto mění pozice a je-li to možné, raději se z jednoho místa na druhé přesouvají s využitím břehů a skoků ze stromů (neváhají skočit na zem i z výšky 15 metrů). Nocovat se uchylují k břehům na oblíbené tzv. spací stromy, kde se cítí bezpečně.

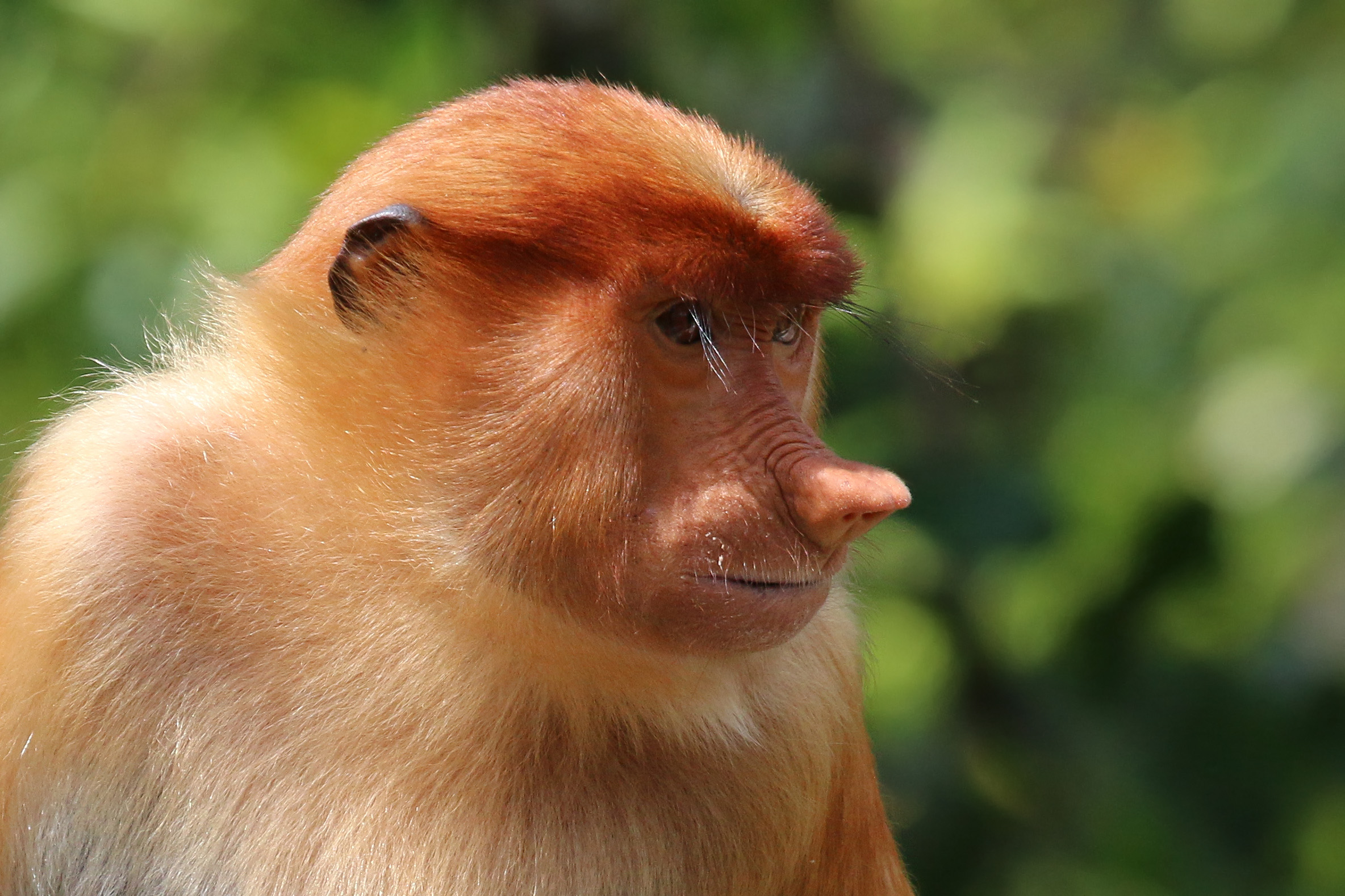
Dospělá samice kahaua nosatého

Většina tlup má svého vůdčího samce a právě ten bývá vybaven výrazně větším nosem než ostatní samci. Pokud je nahrazen druhým, narůstá největší nos v tlupě právě jemu. Vlastní nos slouží jako ozvučnice, zesilovač vydávaných zvuků kterými právě dominantní samec svolává a udržuje tlupu pohromadě. Hlasité zvuky vydávají jen samci.

## Rozmnožování, věk

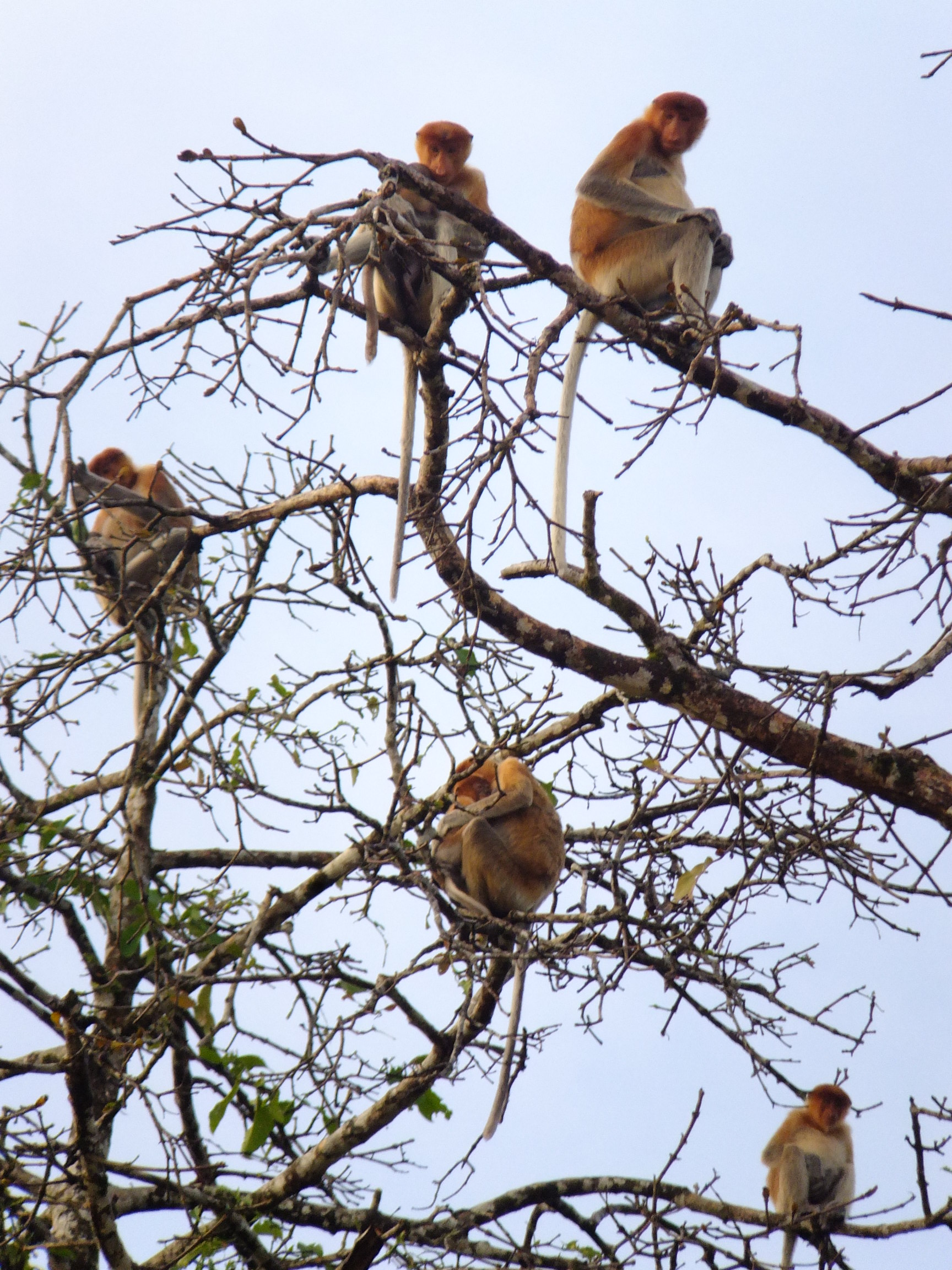
V korunách stromů se kahauové cítí bezpečně

Žijí v jednotlivých i společných tlupách o velikosti 3–32 jedinců (místy až 60) a nemají ohraničená teritoria. Většina jednotlivých tlup je tvořena dominantním samcem, podřízenými samci, samicemi a mláďaty, mladí samci často vytvářejí samostatné tlupy (tzv. mládenecké družiny). Tyto se setkávají na večerních shromážděních, kde také dochází k páření. Samci se předvádí skoky mezi větvovím a důležitou roli hraje i jejich na první pohled nepříliš vábný nos. Samice v říjí si někdy odskočí do vedlejší skupiny a samci ji spáření s jiným většinou tolerují, výraznější agrese je u těchto opic výjimečná.
Březost samic trvá přibližně 150–166 dní (případně až 200 dní) a potomka rodí nejčastěji v období mezi březnem a květnem s tendencí rodit v noci, nebo během ranních a dopoledních hodinách. Mládě narozené vysoko v korunách stromů se samo drží srsti na matčině břichu, brzy však přeleze matce na záda a takto cestuje v tlupě s ostatními, matka s ním i plave. Narozený kahau je v obličeji celý modro-fialový, v době několika měsíců se vybarví jako ostatní. Matce obvykle nevadí, když si její mládě pochová jiná samice. Asi po šesti týdnech pozřou obvyklou stravu dospělých a odstavena jsou v sedmi měsících. Charakteristický nos jim roste poměrně pomalu až do dospělosti. Pohlavní zralost u samců nastává asi za 5–7 let, u samic za 3–5 let. V zajetí se kahauové dožívají průměrně asi 13–14 let, výjimečně okolo 20 let. O jedincích v přírodě neexistují spolehlivé záznamy, předpoklady hovoří o 15–20 let.

## Ohrožení
Kahau nosatý je podle Mezinárodního svazu ochrany přírody (IUCN) hodnocen jako ohrožený. Uveden je také v úmluvě CITES, v jedné z nejvážnějších možných příloh pro druhy ohrožené vyhubením, a mezinárodní obchod je povolen jen ve výjimečných případech. Celková populace se za posledních 36–40 let snížila více než o polovinu, přičemž stále klesá. Příčinou je úbytek vhodných stanovišť (těžba, zemědělství), ale i lov jedinců – druh je považován za pochoutku a některé části jeho těla jsou vyhledávanou položkou v tradiční čínské medicíně. K hrozbám dochází i přesto, že je chráněn zákonem v celém areálu rozšíření, alespoň na ostrově Borneo, a vyskytuje se hned v několika přírodních rezervacích. V divočině přežívá necelých asi 6000 jedinců, což je nicméně o polovinu více, než se původně předpokládalo.
Na jejich ochraně přímo na Borneu se podílejí také Češi, konkrétně ZOO Ústí nad Labem  Archivováno 1. 3. 2023 na Wayback Machine.. Projekt pod vedením Dr. Stanislava Lhoty Pesisir Balikpapan se věnuje záchraně kahau a ostatní fauny Bornea v lokalitě Balikpapanského zálivu .

## Sesterská skupina
Příbuzným druhem z monotypického rodu Simias je kahau mentavejský (Simias concolor) Miller, 1903. Jeho domovem jsou pralesy tří ostrovů South Pagai, Sipora a Siberut náležící Mentavajskému souostroví (Mentawai Islands) ležící jihozápadně od indonéského ostrova Sumatry.
Je o něco menší než kahau nosatý, má kratší ocas, který je až na štětku na konci téměř holý. Nos má podstatně menší. Jeho zbarvení je hnědě černé, občas se vyskytnou jedinci barvy hnědě okrové. Kahau mentavejský je podle červeného seznamu IUCN kriticky ohrožený druh.